# أبيل بريانسو
أبيل بريانسو (بالفرنسية: Abel Brillanceau)‏ هو جيولوجي وعالم صخور فرنسي من المدرسة الوطنية العليا للمهندسين دو بواتييه (سابقا ESIP).
ولد في ديسمبر عام 1932 في «مينومبلي»، فيندي، وتوفي بسبب الملاريا المميتة في فبراير 1989 خلال مهمة إلى الكاميرون.

زميله وصديقه ميشيل برونيه، الذي سيبقى مندهشًا لفترة طويلة من وفاة زميله وهو يعبر عنه في هذا الاقتباس: 
، وقد كرمته باطلاق اسمه على «أبيل» أول مستحاثة أسترالوبيثكس بهرالغزالي اكتشفت في تشاد من قبل فريقه في 1995.
أعطيت اسمه في مدرج ENSIP  وشارع بواتييه على طول هذه المدرسة.